# Pietroasa Mică
Pietroasa Mică – wieś w Rumunii, w okręgu Buzău, w gminie Pietroasele. W 2011 roku liczyła 192 mieszkańców.